# Citroën Xsara

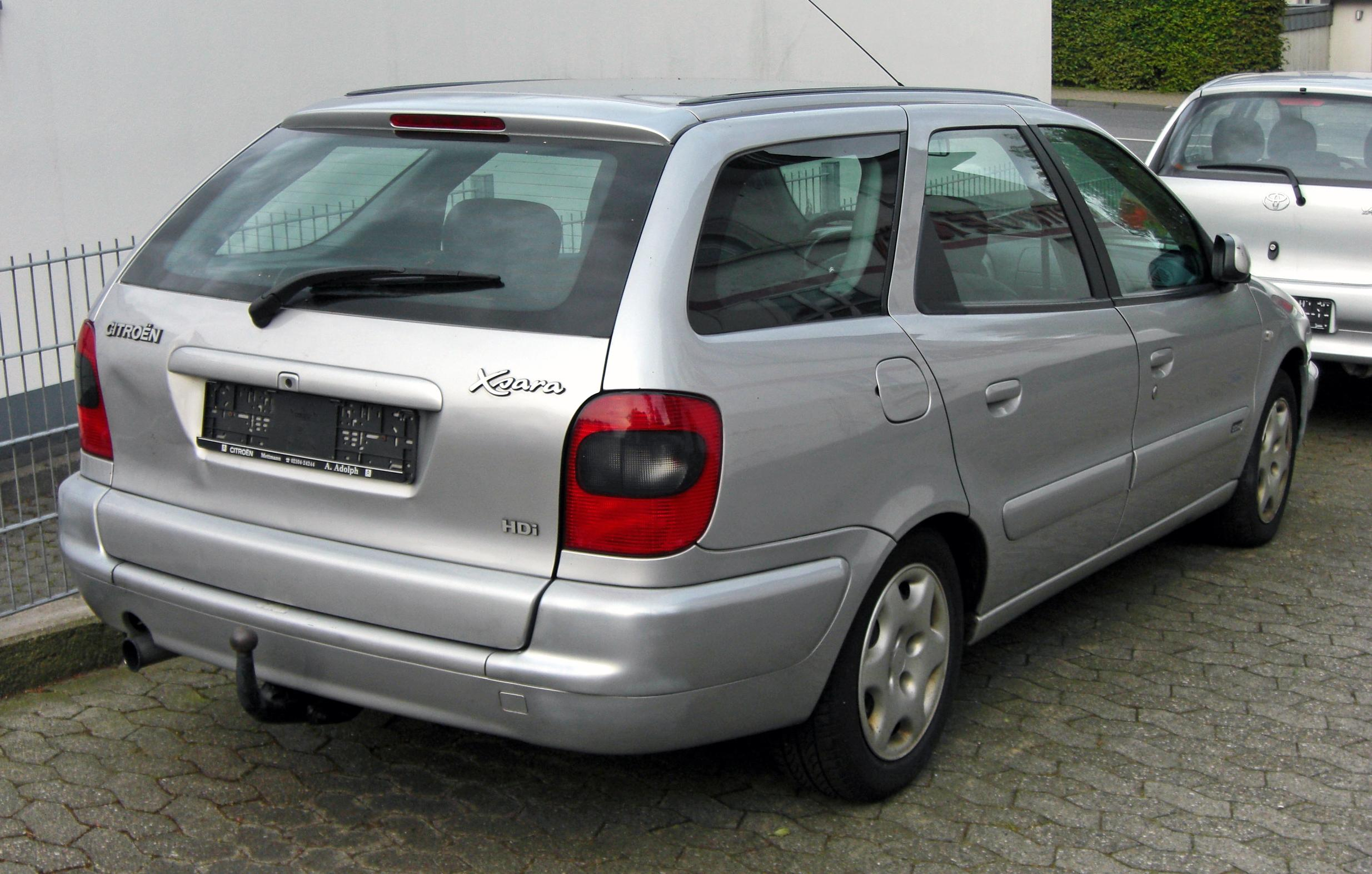
Xsara Break (familiar).

El Citroën Xsara es un automóvil del segmento C producido por el fabricante francés Citroën entre septiembre de 1997 y finales de 2004 (excepto las ventas de Xsara Break que se alargaron hasta 2006 debido a la falta de una carrocería familiar en la gama C4). Su predecesor fue el Citroën ZX y su sucesor es el Citroën C4.
Disponía de eje trasero con efecto autodireccional, lo que permitía ser más eficaz en carreteras reviradas o de curvas. Los niveles de mayor equipamiento, o topes de gama, a lo largo de toda la vida comercial del modelo fueron Exclusive y VTS (con extras como climatizador, ordenador de a bordo, asientos deportivos, ESP, Cruise control...).
El Xsara fue una evolución del Citroën ZX y el Peugeot 306, que compartían plataforma y tren de rodaje.
Se presentó en carrocerías hatchback de tres y cinco puertas (sedán) y familiar de cinco puertas; el familiar se comercializó como Break y el de tres puertas como Coupé. Su estilo compartía rasgos con el Xantia, de mayor tamaño y diseño de Bertone, pero la prensa especializada lo consideró soso.
La gama de motores de cuatro cilindros en línea incluye motores de gasolina de 1.4, 1.6, 1.8 y 2.0 litros, así como motores diésel atmosféricos y turboalimentados de 1.4, 1.6, 1.9 y 2.0 litros. En algunos países, como Portugal, también estaba disponible el motor diésel TUD5 de 1.5 litros. El Xsara fue galardonado con el premio Semperit al Coche Irlandés del Año en Irlanda en 1998.
Sus principales competidores fueron el Audi A3, Honda Civic, Ford Focus, Opel Astra, Fiat Stilo, Fiat Bravo, SEAT Córdoba, SEAT León, Renault Megane, y Volkswagen Golf.

## Diseño del chasis

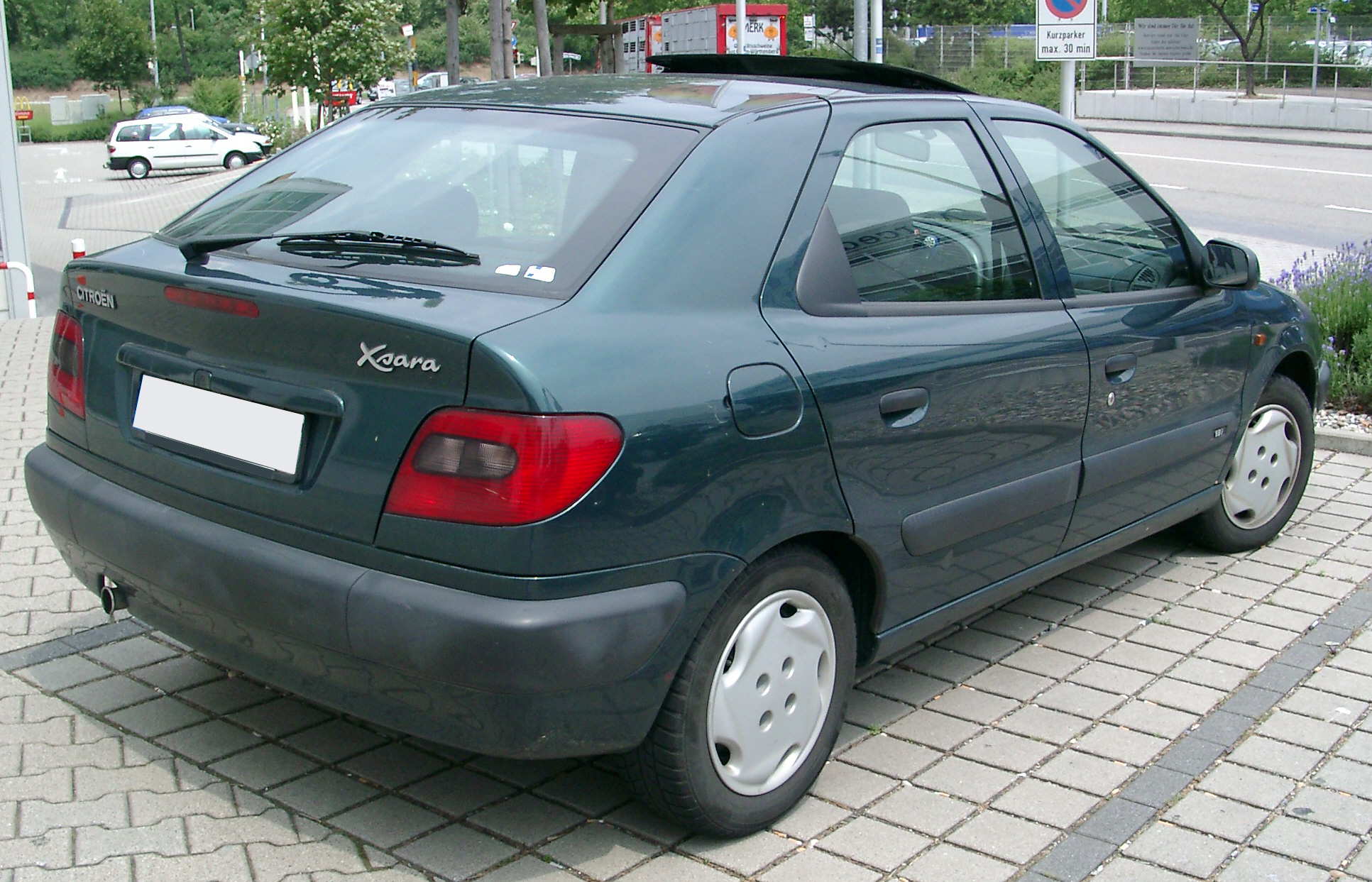
Vista trasera del Xsara fase 1

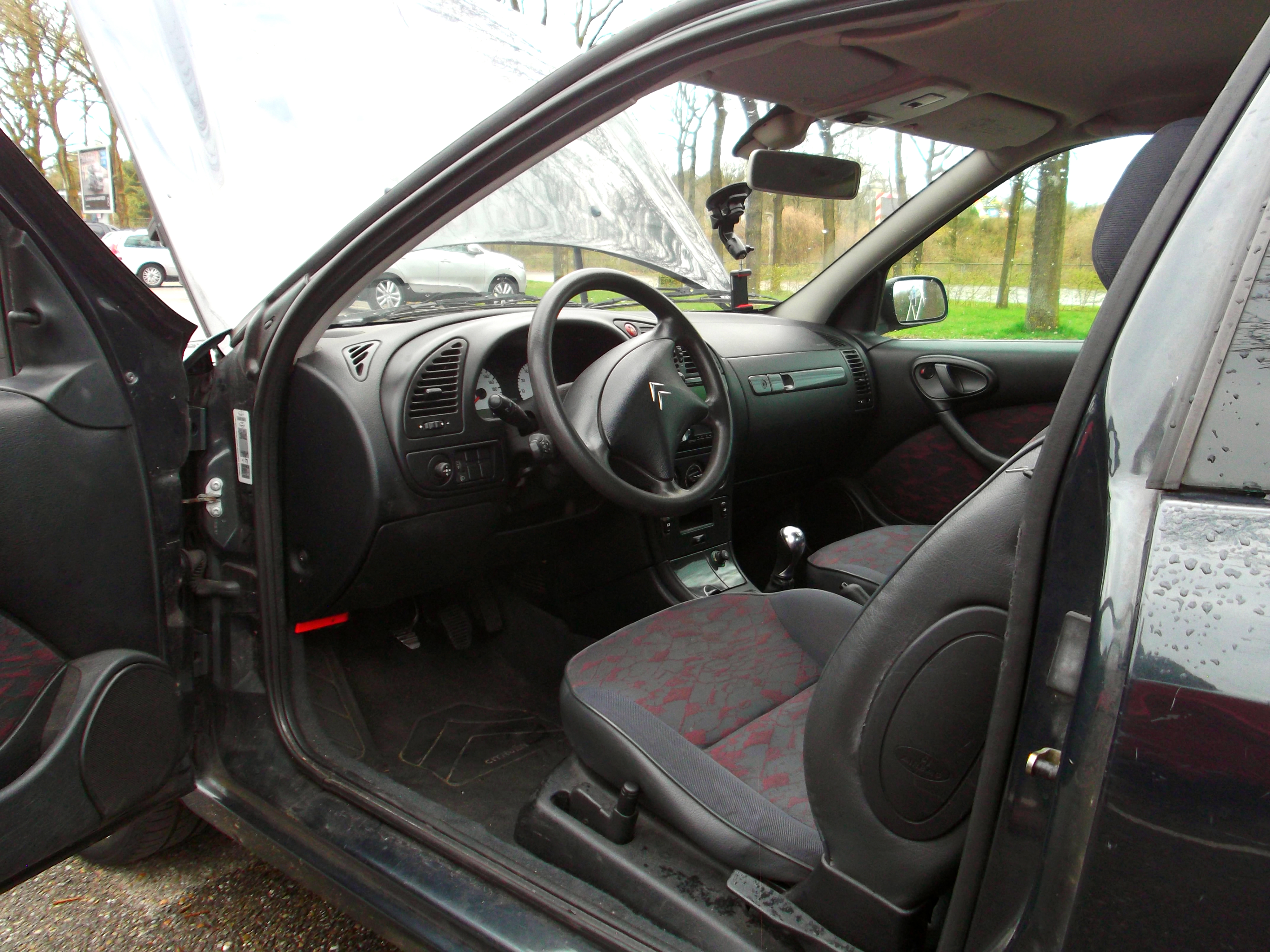
Interior

La conocida gama de motores PSA impulsaba las ruedas delanteras de un chasis de diseño aparentemente convencional. En la parte delantera se instalaba un sistema MacPherson estándar con barra estabilizadora, mientras que en la trasera se utilizaba el sistema PSA Peugeot-Citroën de brazos de arrastre/barra de torsión totalmente independiente, introducido por primera vez en el Peugeot 305 familiar.
Sin embargo, los ingenieros de chasis de PSA emplearon algunas características inusuales, como la dirección pasiva de las ruedas traseras, aunque menos que en el ZX (mediante bujes de amortiguación especialmente diseñados en la suspensión trasera), y amortiguadores de desarrollo propio.
Con un kilometraje elevado, esto tiende a desgastar los bujes de montaje del eje, lo cual es fácil de solucionar. También tiende a desgastar los rodamientos del brazo de arrastre del eje trasero, lo que a su vez desgasta los tubos del eje del brazo de arrastre, lo que requiere una costosa reconstrucción o un reemplazo del conjunto del eje.
Los motores diésel y de gasolina de mayor capacidad están inclinados lo más atrás posible en el compartimiento del motor, en un esfuerzo por colocar el mayor peso posible detrás de la línea del eje delantero, reduciendo también el centro de gravedad, al tiempo que mejora la distribución del peso y minimiza el subviraje.

## Cronología
Hitos importantes con relación al Xsara, ordenados cronológicamente son:
- 1997 : septiembre. Lanzamiento del Xsara fase 1 con carrocería hatchback de cinco puertas.
- 1998 : febrero. Lanzamiento del Xsara fase 1 con carrocería hatchback de tres puertas y Break (familiar) de cinco puertas.
- 1999 : mayo. Introducción del motor 2.0 HDi, que convivió con el 1.9 TD hasta el fin de comercialización del fase 1.
- 2000 : Septiembre. Xsara fase 2 hatchback tres y cinco puertas y Break cinco puertas, e inclusión de los motores 1.6i 16v y 2.0i 16v 138.
- 2001 : Abril. Introducción del 2.0 HDi de 110 cv.
- 2003 : Enero. Lanzamiento del Xsara fase 3 e inclusión del motor 1.4 HDi.
- 2004 : Noviembre. Fin de fabricación y comercialización del Xsara en versiones hatchback de tres y cinco puertas.
- 2006 : Septiembre. Fin de fabricación y comercialización del Xsara Break.

## Carrocerías
El Xsara sustituye al Citroën ZX con el que comparte motorizaciones y una plataforma actualizada. Se ofrece en carrocerías hatchback de tres y cinco puertas, familiar de cinco puertas ("Xsara Break") y monovolumen (Citroën Xsara Picasso), todas ellas de cinco plazas.

## Versiones y variantes
Se distinguen tres variantes del Xsara que parten de la misma base (hatchback y break), y un monovolumen (el Xsara Picasso) que comparte nombre y también parte de la misma base, si bien su diseño difiere del de la gama "Xsara" (a simple vista, sin saberlo, no puede saberse que se trata de un Xsara como se puede asociar un hatchback a un break). Existen tres versiones del Xsara, dos de ellas fácilmente distinguibles entre sí (fase I con fase 2 y fase 3) y dos de ellas que apenas se distinguen entre sí (fase 2 y fase 3).
Estas son las principales diferencias o cambios entre versiones: 
| Cambios exteriores                 | Cambios exteriores                                                               | Cambios exteriores | Cambios exteriores                                                                     | Cambios exteriores | Cambios exteriores | Cambios exteriores |
| Característica                     | Modelo                                                                           | Modelo | Modelo                                                                                 |                    |                    |                    |
| Característica                     | Xsara fase I (N5)                                                                | Xsara fase 2 (7A) | Xsara fase 3 (7C)                                                                      |                    |                    |                    |
| ---------------------------------- | -------------------------------------------------------------------------------- | --- | -------------------------------------------------------------------------------------- | ------------------ | ------------------ | ------------------ |
| Imagen Ref.                        |                                                                                  | |                                                                                        |                    |                    |                    |
| Faros delanteros                   | Horizontales y alargados                                                         | Grandes, con forma de lágrima                                                                                             | Grandes, con forma de lágrima                                                          |                    |                    |                    |
| Calandra delantera                 | Chevrón pequeño                                                                  | Chevrón grande | Chevrón grande                                                                         |                    |                    |                    |
| Antinieblas                        | Independientes del faro, trapezoidales                                           | Incluidos en el faro | Independientes del faro, circulares                                                    |                    |                    |                    |
| Pilotos traseros                   | Oscurecidos en las luces de marcha atrás e intermitencia                         | Color uniforme rojo | Color uniforme rojo                                                                    |                    |                    |                    |
| Paragolpes trasero                 | 3 Molduras independientes. Abultado                                              | 1 Sola moldura. Pequeño                                                                                                   | 1 Sola Moldura. Pequeño                                                                |                    |                    |                    |
| Intermitentes laterales            | Rectangulares y naranjas Rectangulares y transparentes (desde 12/98)             | Oblicuos | Oblicuos                                                                               |                    |                    |                    |
| Logos embellecedores laterales     | Motorización, Acabado (Exclusive/VTS)                                            | Emblema Xsara, Acabado (VTR/Exclusive/VTS)                                                                                | Emblema Xsara, Acabado (VTR/Exclusive/VTS)                                             |                    |                    |                    |
| Antena de techo                    | Delantera                                                                        | Trasera | Trasera                                                                                |                    |                    |                    |
| Botón apertura del maletero        | Manual                                                                           | Eléctrico + chevron | Eléctrico + chevron                                                                    |                    |                    |                    |
| Espejos retrovisores               | Grandes y eléctricos                                                             | Grandes y eléctricos. Pequeños y eléctricos (solo VTS)                                                                    | Pequeños, eléctricos y abatibles eléctricamente.                                       |                    |                    |                    |
| Embellecedor de maletero           | -                                                                                | - | Tira cromada                                                                           |                    |                    |                    |
| Ruedas                             |                                                                                  | |                                                                                        |                    |                    |                    |
| Característica                     | Modelo                                                                           | Modelo | Modelo                                                                                 |                    |                    |                    |
| Característica                     | Xsara Fase I (N5)                                                                | Xsara Fase 2 (7A) | Xsara Fase 3 (7C)                                                                      |                    |                    |                    |
| Llantas y neumáticos               | 175/65 R14 (1.4i hasta 11/98) 185/65 R14 195/55 R15 (VTS/VTR HDi)                | 195/55 R15 (Todos los modelos)                                                                                            | 195/55 R15 (Todos los modelos)                                                         |                    |                    |                    |
| Cambios interiores                 |                                                                                  | |                                                                                        |                    |                    |                    |
| Característica                     | Modelo                                                                           | Modelo | Modelo                                                                                 |                    |                    |                    |
| Característica                     | Xsara Fase I (N5)                                                                | Xsara Fase 2 (7A) | Xsara Fase 3 (7C)                                                                      |                    |                    |                    |
| Mandos de la radio                 | En el propio volante                                                             | En el propio volante (2000 – 2001) Independientes del volante                                                             | Independientes del volante                                                             |                    |                    |                    |
| Volante                            | Claxon independiente                                                             | Claxon independiente (2000 - 2001) Claxon en el volante                                                                   | Claxon en el volante                                                                   |                    |                    |                    |
| Botones de los elevalunas          | Botones normales. Automático el del conductor en Exclusive y VTS                 | Botón automático del conductor en todos los modelos. Automático el del acompañante en Exclusive y VTS. Cambio de posición | Botón automático del conductor y acompañante en todos los modelos                      |                    |                    |                    |
| Multiplexado y COM 2000            | Sin multiplexado BSi y sin COM 2000 (Hasta 01/00) Multiplexado BSi (Desde 01/00) | Multiplexado BSi y COM 2000 (A partir de 2001)                                                                            | Multiplexado BSi y COM 2000                                                            |                    |                    |                    |
| Airbags                            | No inteligentes                                                                  | Inteligentes, efecto según impacto                                                                                        | Inteligentes, efecto según impacto                                                     |                    |                    |                    |
| Airbags laterales                  | Camuflados en el asiento                                                         | No camuflados | No camuflados                                                                          |                    |                    |                    |
| Luz de lectura                     | Solo Exclusive y VTS                                                             | Todos los modelos | Todos los modelos                                                                      |                    |                    |                    |
| Tapa en la consola central         | Solo Exclusive y VTS                                                             | Todos los modelos | Todos los modelos                                                                      |                    |                    |                    |
| Luz de cortesía trasera            | Solo Exclusive y VTS (97-00) Todos los modelos ('00)                             | Todos los modelos | Todos los modelos                                                                      |                    |                    |                    |
| Reposacabezas traseros             | Dos                                                                              | Tres | Tres                                                                                   |                    |                    |                    |
| Cinturón asiento central trasero   | Solo ventral. Recogida manual                                                    | 3 puntos y enrollable | 3 puntos y enrollable                                                                  |                    |                    |                    |
| Huecos portaobjetos                | Puertas delanteras. Salpicadero grande                                           | Puertas delanteras, traseras y salpicadero pequeño                                                                        | Puertas delanteras, traseras y salpicadero pequeño                                     |                    |                    |                    |
| Botones aireadores y freno de mano | Plástico negro                                                                   | Plástico negro | Cromados                                                                               |                    |                    |                    |
| Cuadro de instrumentos             | Velocidad par                                                                    | Velocidad par | Velocidad impar                                                                        |                    |                    |                    |
| Toma de 12v                        | Solo mechero (97-00) y mechero y consola central ('00)                           | Mechero y consola central                                                                                                 | Mechero y consola central                                                              |                    |                    |                    |
| Pantalla                           | Reloj / Reloj y temperatura (Exclusive y VTS)                                    | Reloj / Display radio / Ordenador de a bordo (Exclusive y VTS) / Navegador GPS (Extra)                                    | Reloj / Display radio / Ordenador de a bordo (Exclusive y VTS) / Navegador GPS (Extra) |                    |                    |                    |

## Equipamientos / Acabados comercializados en España
A continuación se exponen los distintos niveles de acabados, con las motorizaciones disponibles para esos acabados (fuente: fichas técnicas de coches.net).
Según año y modelo son:

### Xsara fase 1 1997 - 2000 (AMO I)
El Xsara fase 1 se comercializó con un total de 10 acabados. Hay que destacar que en esta versión, el "extra" del climatizador se podía añadir en prácticamente todos los acabados y todas las motorizaciones, lo que da lugar a que un elevadísimo número de estos vehículos estén equipados con este sistema de refrigeración. 
Además, ningún acabado, ni siquiera VTS y Exclusive, incluían el climatizador de serie.
Como nota curiosa, decir que con excepción del acabado VTS, ningún otro llevaba llantas de aleación de serie. Solamente se podían pedir como opción, y la inmensa mayoría de los vehículos vendidos, no "cogieron" este extra.
| Lanzamiento y comercialización | Acabado    | Motorización | Motorización | Motorización | Motorización | Motorización | Motorización | Motorización | Motorización | Versiones                       |
| Lanzamiento y comercialización | Acabado    | 1.4i         | 1.6i         | 1.8i         | 1.8i 16v     | 2.0i 16v     | 1.9D         | 1.9 Turbo D  | 2.0 HDi      | Versiones                       |
| ------------------------------ | ---------- | ------------ | ------------ | ------------ | ------------ | ------------ | ------------ | ------------ | ------------ | ------------------------------- |
| 1998 - 1999                    | A          | Sí           | No           | No           | No           | No           | No           | No           | No           | Berlina                         |
| 1998 - 2000                    | X          | Sí           | No           | No           | No           | No           | Sí           | No           | No           | Berlina                         |
| 1997 - 1999                    | LX         | Sí           | Sí           | No           | No           | No           | Sí           | Sí           | No           | Coupé / Berlina / Break         |
| 1997 - 2000                    | SX         | Sí           | Sí           | No           | No           | No           | Sí           | Sí           | Sí           | Coupé / Berlina / Break         |
| 1998 - 1999                    | Seduction  | No           | Sí           | No           | No           | No           | Sí           | Sí           | No           | Coupé / Berlina / Break         |
| 1999 - 2000                    | Attraction | No           | Sí           | No           | No           | No           | Sí           | Sí           | Sí           | Berlina                         |
| 1999                           | Image      | No           | Sí           | No           | No           | No           | Sí           | Sí           | Sí           | Berlina / Break                 |
| 1999                           | Tonic      | No           | Sí           | No           | No           | No           | Sí           | Sí           | No           | Coupé / Berlina                 |
| 1997 - 2000                    | Exclusive  | No           | Sí           | Sí           | Sí           | No           | No           | Sí           | Sí           | Berlina / Break (solo 1.8i 16v) |
| 1999 - 2000                    | VTR        | No           | Sí           | No           | No           | No           | Sí           | Sí           | Sí           | Coupé                           |
| 1997 - 2000                    | VTS        | No           | No           | No           | Sí           | Sí           | No           | Sí           | Sí           | Coupé / Berlina (solo 1.8i 16v) |

### Xsara Fase 2 2000 - 2003 (AMO II)
Con el Xsara Fase 2, se siguió la tendencia dejada por el Fase I en cuanto al climatizador, estando disponible en todos los acabados, si bien se incluyó de serie en los acabados VTS y Exclusive.
Con el Xsara Fase 2, llegaron más extras al modelo, como pueden ser el ordenador de a bordo, la velocidad crucero o el sensor de aparcamiento trasero, que no estaban presentes en la Fase I.
| Lanzamiento y comercialización | Acabado   | Motorización | Motorización | Motorización | Motorización | Motorización | Motorización | Motorización | Versiones               |
| Lanzamiento y comercialización | Acabado   | 1.4i         | 1.6i 16v     | 2.0i 16v 137 | 2.0i 16v 167 | 1.9D         | 2.0 HDi 90   | 2.0 HDi 110  | Versiones               |
| ------------------------------ | --------- | ------------ | ------------ | ------------ | ------------ | ------------ | ------------ | ------------ | ----------------------- |
| 2000 - 2003                    | SX        | Sí           | Sí           | No           | No           | Sí           | Sí           | Sí           | Berlina / Break         |
| 2003 - 2004                    | Premier   | No           | Sí           | No           | No           | Sí           | Sí           | Sí           | Coupé / Berlina / Break |
| 2000 - 2003                    | Exclusive | No           | Sí           | Sí           | No           | No           | Sí           | Sí           | Berlina / Break         |
| 2000 - 2003                    | VTR       | Sí           | Sí           | No           | No           | Sí           | Sí           | Sí           | Coupé                   |
| 2000 - 2003                    | VTS       | No           | Sí           | No           | Sí           | No           | Sí           | Sí           | Coupé                   |

### Xsara fase 3 2003 - 2004 (AMO III)
Por el contrario que ocurrió con la llegada del fase 2, el fase 3 apenas y aportó nada nuevo al equipamiento del Xsara, aparte de algún que otro adorno y de un tapizado nuevo en los acabados VTR y VTS.
Lo más destacable es quizás la extensión a los acabados más pequeños (y por tanto su generalización) del ESP, que anteriormente solo se podía contratar como opción en los acabados más altos, si bien el ESP fue un "extra" que solo se incluyó de serie en el acabado Exclusive con el motor 2.0i de 137cv.
Por el contrario de lo que ocurrió en el Xsara Fase I 5 años atrás, Citroën restringió el "extra" del climatizador a sus acabados más altos, delegándolo así a los acabados más básicos, que no los podían contratar siquiera como opción, como es el caso del acabado Magic o Vivace.
| Lanzamiento y comercialización | Acabado      | Motorización | Motorización | Motorización | Motorización | Motorización | Motorización | Motorización | Motorización | Versiones                      |
| Lanzamiento y comercialización | Acabado      | 1.4i         | 1.6i 16v     | 2.0i 16v 137 | 2.0i 16v 167 | 1.9D         | 1.4 HDi      | 2.0 HDi 90   | 2.0 HDi 110  | Versiones                      |
| ------------------------------ | ------------ | ------------ | ------------ | ------------ | ------------ | ------------ | ------------ | ------------ | ------------ | ------------------------------ |
| 2003 - 2004                    | SX           | Sí           | Sí           | No           | No           | Sí           | Sí           | Sí           | Sí           | Berlina / Break                |
| 2003 - 2004                    | Magic        | Sí           | Sí           | No           | No           | No           | Sí           | Sí           | No           | Coupé / Berlina / Break        |
| 2003                           | Vivace       | Sí           | Sí           | No           | No           | Sí           | Sí           | Sí           | No           | Berlina / Break (solo 1.4 HDi) |
| 2004                           | Satisfaction | Sí           | Sí           | No           | No           | No           | Sí           | Sí           | No           | Coupé / Berlina / Break        |
| 2003 - 2004                    | Premier      | No           | Sí           | No           | No           | Sí           | No           | Sí           | Sí           | Coupé / Berlina / Break        |
| 2003 - 2004                    | Exclusive    | No           | Sí           | Sí           | No           | No           | No           | Sí           | Sí           | Berlina / Break                |
| 2003 - 2004                    | VTR          | No           | Sí           | No           | No           | No           | Sí           | Sí           | Sí           | Coupé                          |
| 2003 - 2004                    | VTS          | No           | Sí           | No           | Sí           | No           | No           | Sí           | Sí           | Coupé                          |

A partir del año 2004 y hasta el año 2006, el Xsara solo se vendió en su versión break, con los acabados: Satisfaction (2.0 Hdi 90) y Premier (1.6i 16v - 2.0 HDi 90 y 2.0 HDi 110).

## Motores
Sus motorizaciones son todas de cuatro cilindros dispuestos transversalmente. Las versiones gasolina son todas de inyección multipunto, con versiones de 8 válvulas (1.4, 1.6 y 1.8) y de 16 válvulas (1.6, 1.8, 2.0). Los diésel son un 1.9 litros atmosférico, un 1.9 litros equipado con turbocompresor e intercooler, ambos diésel de inyección indirecta. Entre los motores de tecnología common-rail de inyección directa se encuentran un 1.4 litros, un 2.0 litros (ambos turbocompresores con inyección directa) y el tope de gama diésel es un 2.0 litros de 110cv turbocompresor, common-rail e intercooler. Todas las versiones common-rail reciben el nombre de HDi.

## Motorizaciones comercializadas en España y estructuradas por fase
Xsara fase 1 1997 - 2000 (AMO I)
| Motor       | Cilindrada (cc) | Código de motor | Potencia                    | Par motor           | Notas                                          |
| Gasolina    |                 |                 |                             |                     |                                                |
| 1.4i        | 1361cc          | TU3JP           | 55 kW (75 Cv a 5.500 Rpm)   | 112 N•m a 3.400 Rpm |                                                |
| 1.6i        | 1587cc          | TU5JP           | 65 kW (90 Cv a 5.600 Rpm)   | 135 N•m a 3.000 Rpm |                                                |
| 1.8i        | 1761            | XU7JP           | 74 kW (103 Cv a 6.000 Rpm)  | 153 N•m a 3.000 Rpm | Solo con acabado Exclusive y cambio automático |
| 1.8i 16v    | 1761cc DOHC     | XU7JP4          | 81 kW (112 Cv a 5.500 Rpm)  | 155 N•m a 4.250 Rpm |                                                |
| 2.0i 16v    | 1998cc DOHC     | XU10J4RS        | 120 kW (167 Cv a 6.500 Rpm) | 193 N•m a 5.500 Rpm | Solo lo montó el VTS Coupé                     |
| Diésel      |                 |                 |                             |                     |                                                |
| 1.9D        | 1905cc          | XUD9A           | 50 kW (70 Cv a 4.600 Rpm)   | 120 N•m a 2.000 Rpm | Diesel atmosférico                             |
| 1.9D        | 1868cc          | DW8             | 51 kW (71 Cv a 4.600 Rpm)   | 125 N•m a 2.500 Rpm | Diesel atmosférico                             |
| 1.9 Turbo D | 1905cc          | XUD9TE          | 66 kW (90 Cv a 4.000 Rpm)   | 196 N•m a 2.250 Rpm | Turbo Diesel Intercooler                       |
| 2.0 HDi     | 1997cc          | DW10TD          | 66 kW (90 Cv a 4.000 Rpm)   | 205 N•m a 1.900 Rpm | Turbo Diesel                                   |

Xsara Fase 2 2000 - 2003 (AMO 2)
| Motor    | Cilindrada (cc) | Código de motor | Potencia                    | Par motor           | Notas                                                 |
| Gasolina |                 |                 |                             |                     |                                                       |
| 1.4i     | 1361cc          | TU3JP           | 55 kW (75 Cv a 5.500 Rpm)   | 120 N•m a 3.400 Rpm | Cambio en la disposición del catalizador              |
| 1.6i 16v | 1587cc DOHC     | TU5JP4          | 80 kW (109 Cv a 5.750 Rpm)  | 147 N•m a 4.000 Rpm |                                                       |
| 2.0i 16v | 1998cc DOHC     | EW10J4          | 100 kW (137 Cv a 6.000 Rpm) | 190 N•m a 4.100 Rpm | Solo con acabado Exclusive ESP de serie desde 02/2002 |
| 2.0i 16v | 1998cc DOHC     | XU10J4RS        | 120 kW (167 Cv a 6.500 Rpm) | 193 N•m a 5.500 Rpm | Solo lo montó el VTS Coupé                            |
| Diésel   |                 |                 |                             |                     |                                                       |
| 1.9D     | 1868cc          | DW8             | 51 kW (71 Cv a 4.600 Rpm)   | 125 N•m a 2.500 Rpm | Diesel atmosférico                                    |
| 1.9D     | 1868cc          | DW8B            | 51 kW (71 Cv a 4.600 Rpm)   | 125 N•m a 2.500 Rpm | Diesel atmosférico                                    |
| 2.0 HDi  | 1997cc          | DW10TD          | 66 kW (90 Cv a 4.000 Rpm)   | 205 N•m a 1.900 Rpm | Turbo Diesel                                          |
| 2.0 HDi  | 1997cc          | DW10ATED        | 80 kW (110 Cv a 4.000 Rpm)  | 250 N•m a 1750 Rpm  | Turbo Diesel Intercooler                              |

Xsara Fase 3 2003 - 2004 (AMO 3); 2006 Break
| Motor    | Cilindrada (cc) | Código de motor | Potencia                    | Par motor           | Notas                                    |
| Gasolina |                 |                 |                             |                     |                                          |
| 1.4i     | 1361cc          | TU3JP           | 55 kW (75 Cv a 5.500 Rpm)   | 120 N•m a 3.400 Rpm | Cambio en la disposición del catalizador |
| 1.6i 16v | 1587cc DOHC     | TU5JP4          | 80 kW (110 Cv a 5.750 Rpm)  | 147 N•m a 4.000 Rpm |                                          |
| 2.0i 16v | 1998cc DOHC     | EW10J4          | 100 kW (137 Cv a 6.000 Rpm) | 190 N•m a 4.100 Rpm | Solo con acabado Exclusive ESP de serie  |
| 2.0i 16v | 1998cc DOHC     | XU10J4RS        | 120 kW (167 Cv a 6.500 Rpm) | 193 N•m a 5.500 Rpm | Solo lo montó el VTS Coupé               |
| Diésel   |                 |                 |                             |                     |                                          |
| 1.9D     | 1868cc          | DW8B            | 51 kW (71 Cv a 4.600 Rpm)   | 125 N•m a 2.500 Rpm | Diesel atmosférico                       |
| 1.4 HDi  | 1398cc          | DV4TD           | 50 kW (70 Cv a 4.000 Rpm)   | 160 N•m a 2.000 Rpm | Turbo Diesel                             |
| 2.0 HDi  | 1997cc          | DW10TD          | 66 kW (90 Cv a 4.000 Rpm)   | 205 N•m a 1.900 Rpm | Turbo Diesel                             |
| 2.0 HDi  | 1997cc          | DW10ATED        | 81 kW (111 Cv a 4.000 Rpm)  | 250 N•m a 1750 Rpm  | Turbo Diesel Intercooler                 |

## Prototipos
A lo largo de su vida comercial Citroën creó varios prototipos sobre la base del Xsara. Los más importantes o novedosos fueron los Xsara DYNAlto y Xsara DYNActive, ambos basados en la tecnología híbrida.

### Xsara DYNAlto
Citroën presenta el Xsara DYNalto, el primer coche equipado con un alternador-arrancador en su momento. El sistema DYNalto se encarga del arranque del motor, proporcionando una sobrealimentación única de 8 CV y, sobre todo, ofrece un sistema de parada y arranque con start-stop. A pesar del carácter innovador del modelo y del desarrollo de prototipos funcionales, su producción en serie finalmente no se llevó a cabo.
Presentado en 1998 la característica principal de este prototipo era la sustitución del tradicional volante motor por un motor eléctrico que podía trabajar como alternador y motor de arranque, sustituyendo también a estos. De este modo se lograba no incrementar el peso del conjunto motor-transmisión.
El prototipo, construido sobre un Xsara Berlina 1.6i Exclusive Fase I apenas presentaba cambios en su exterior, a simple vista tan solo se diferenciaba por la llantas Indianápolis de 15" de los Xsara VTS Fase I (1.8i 16v, 1.9 TurboD y HDi) y los logos de las molduras laterales que rezaban el nombre del prototipo con letras blancas sobre fondo verde. En el interior los cambios eran más aparentes, contaba con unos asientos mixtos con cuero negro en los laterales y alcántara verde en el centro, a juego con el Verde Libellule del exterior. Las alfombrillas adoptaban también una tonalidad verde y los cinturones de seguridad pasaban a ser dorados. También se podían apreciar cambios en la consola central, la radio cambiaba de ubicación, pasando a ocupar el hueco del portaobjetos, para dar paso a una gran pantalla que permitía mostrar información sobre el estado de las baterías, uso de estas, fase de funcionamiento del coche, etc.
Frente a un motor de gasolina convencional el DYNAlto proporcionaba cinco funciones adicionales:
- Stop and Go, conocido actualmente como Stop&Start permitía detener el motor del DYNAlto cuando la detención del vehículo superaba los dos segundos. De este modo se reducía el gasto innecesario de combustible y la rumorosidad en las ciudades. Con tan solo pisar el pedal del embrague e insertar la primera marcha el motor volvía a ponerse en marcha gracias al motor eléctrico que con tan solo 8cv era capaz de llevar el motor térmico al régimen de ralentí sin general un consumo adicional.
- Ayuda al arranque, una función de auto-calado, el motor eléctrico se encargaba de ayudar al motor térmico a bajas vueltas. El motor eléctrico ejercía un par adicional sobre el motor térmico evitando así que, por ejemplo, en fuerte pendientes, el coche retrocediese al iniciar la marcha.
- Antivibración, evitaba las irregularidades propias de un motor alternativo. Al oponer el par del motor eléctrico al del térmico se obtenía una notable reducción de las vibraciones y por tanto de la rumorosidad en el interior.
- Boost (Ayuda al motor), el motor eléctrico proporcionaba un par adicional que sumado al par entregado por el motor térmico se traducía en una subida de vueltas más rápida. Esto permitía generar una sobrepotencia en los adelantamientos que nos ayudaba a realizar estos en una marcha más larga, mejorando así el confort de conducción.
- Toma de 220 V, se basa en la capacidad del sistema para transformar la continua en alterna, lo que permitía instalar dos tomas de 220 V en el coche (una de ellas en el maletero), siendo posible usar cualquier aparato eléctrico en el coche tal y como lo haríamos en nuestro hogar.

### Xsara DYNActive
Presentado en el Salón del Automóvil de Ginebra del año 2000 al Xsara DYNActive se le puede considerar una evolución del Xsara DYNAlto. El prototipo, basado en un Xsara Break Exclusive, sustituía el 1.6i TU5JP del DYNAlto por un 1.4i TU3JP menos potente y añadía un motor eléctrico de 25 kW o 34cv, elevando la potencia final a 109cv, que junto con la novedosa caja de cambios automática Autoactiva permitía reducir las emisiones contaminantes y de CO2en un 35%, aumentar la autonomía hasta los 1000 km y circular sin ningún tipo de ruido gracias al modo eléctrico ZEV.
Gracias a 14 baterías de níquel-hidruro metálico instaladas en el maletero. Sin embargo, estas baterías tienen el inconveniente de aumentar el peso del Xsara, llegando a los 1450 kg. Además, Citroën tuvo que elevar y endurecer la suspensión trasera, ya que la batería del Xsara DYNActive sobresale considerablemente por debajo del vehículo.
El Xsara DYNActive se distingue fácilmente de otros Xsara Break gracias a las llantas Indianápolis de 15", el gran logo de DYNActive sobre las puertas laterales y al color "Azul Léman" de su carrocería. 
- Motor térmico: 1.4i TU3JP, el motor térmico, si bien adoptaba las mejora realizadas en la familia de motores TU para reducir el consumo y mejorar el placer de conducción, tales como una nueva cámara de combustión, balancines de tipo rodillo y nuevos inyectores, también sufría modificaciones respecto al propulsor de los Xsara de producción. Estas modificaciones se centraban en el desarrollo de un nuevo sistema de gestión del motor y la adopción de un regulador electrónico. El motor se acoplaba mediante un embrague húmedo, en sustitución del convertidor de par, gobernado por una unidad electrónica situada en la caja de cambios automática. Igual que en la versión de producción, con una cilindrada de 1.361cc el propulsor desarrollaba una potencia de 75cv a 5.500 rpm y un par de 112 Nm a 3.400 rpm.
- Motor eléctrico, situado entre el motor térmico y la caja de cambios, con una anchura de 70cm, ocupaba el lugar del convertidor de par. La potencia máxima del motor eléctrico era de 25 kW entre 2.000 y 6.000 rpm, el par alcanzaba los 130 Nm entre 0 y 2.000 rpm. Este motor eléctrico se encargaba de realizar la tareas: tracción, arranque del motor de combustión, recuperación de energía y recarga de la batería
- Caja de cambios Autoactiva, gracias a su centralita inteligente, es capaz de detectar el estilo de conducción del conductor y adaptarse a este para mejorar el confort de marcha. En el caso del DYNActive la caja Autoactiva no solo afectaba a la marcha seleccionada, también a las diferentes variantes de operaciones o modos de funcionamiento del tren motriz híbrido. 
  - Respecto a la caja Autoactiva de los Xsara de producción, la caja del DYNActive además de una bomba de aceite controlada electrónicamente adoptaba también un eje primario de nuevo diseño, para poder albergar el motor eléctrico y el nuevo embrague.
  - El selector del cambio también se modificaba para poder incluir una quinta posición, la del modo de funcionamiento ZEV.
- Baterías, situadas en la parte posterior del vehículo, bajo el suelo del maletero, obligaba a modificar el tramo final del tubo de escape, ubicando el silenciador trasero entre las baterías y el parachoques de forma transversal. Se encargaba de suministrar energía al motor eléctrico, estaba compuesta por catorce unidades de 12V cada una, con un voltaje de salida nominal de 168V.

Modos de funcionamiento
La ECU o centralita electrónica que equipaba el Xsara DYNActive controlaba los motores y la caja Autoactiva, siguiendo cinco modos de funcionamiento:
- La tracción es proporcionada por el motor de combustión y el motor eléctrico
- La tracción es proporcionada por el motor de combustión, con el motor eléctrico apagado
- La tracción es proporcionada por el motor de combustión, que también recarga la batería. El motor eléctrico funciona en el modo generador
- La tracción es proporcionada por el motor eléctrico, con el motor de combustión apagado (modo ZEV)
- Desaceleración, circulación por una pendiente... La energía es recuperada por el motor eléctrico que funciona a modo de generador (se recargan las baterías)

De la misma forma que en el Xsara DYNAlto, el Xsara DYNActive apagaba automáticamente el motor térmico cuando no era necesario su funcionamiento, como por ejemplo en atascos o semáforos, lo que unido al modo ZEV y la recuperación de energía permitía mejorar la eficiencia energética.
El modo ZEV (Zero Emission Vehicle) permitía al Xsara DYNActive circular sin generar ningún tipo de ruido ni emisiones contaminantes, ya que solamente utilizaba el motor eléctrico. El modo ZEV contaba con una autonomía de 20 km, siendo idóneo para uso urbano. 
Prestaciones
Con un peso de 1.450kg (con un objetivo a largo plazo de reducirlo a 1.300kg), 370kg más que un 1.4i SX Break, las prestaciones del Xsara DYNActive eran similares a las de este. La tecnología del Xsara DYNActive se dejaba notar en el consumo mixto, siendo 2,2l/100km menor respecto al 1.4i SX Break y 3,2l respecto al 1.8i 16v Exclusive Break.
- 0-400m: 18,6s
- 0-1000m: 33,7s
- 0-100km/h: 12,6s
- Vel. Máxima: 192km/h
- 80-120km/h: 11,3s
- Consumo mixto: 5,2l/100km
- Emisiones CO2: 124

Xsara DYNActive Fase 2
La presentación del Xsara DYNActive se realizó casi al final de la vida comercial del Xsara Fase I, pero al DYNActive todavía le quedaban muchos salones del automóvil por delante, por esta razón se construyó otro prototipo (o se modificó el original) con la estética del Fase 2. Aparentemente todos los cambios se centraron en el plano estético.

## Xsara en China
Al igual que el Xsara Picasso dos años antes, el Xsara 5 puertas fue fabricado en China por Dongfeng Citroën a partir de 2003. La producción cesó en 2006, después de que solo se hubieran vendido 14.028 unidades. 

## Competición
En 1998, tras su retirada de los rally raids, Citroën Sport decidió regresar oficialmente a los rallies y diseñó el Xsara Kit-Car para este fin. Equipado con un motor de 2 L que desarrollaba 300 CV a más de 8000 rpm, este coche debutó en el Campeonato Francés de Rally de 1998. Al volante, Philippe Bugalski ganó los títulos de pilotos de 1998 y 1999, y Sébastien Loeb el de 2001.

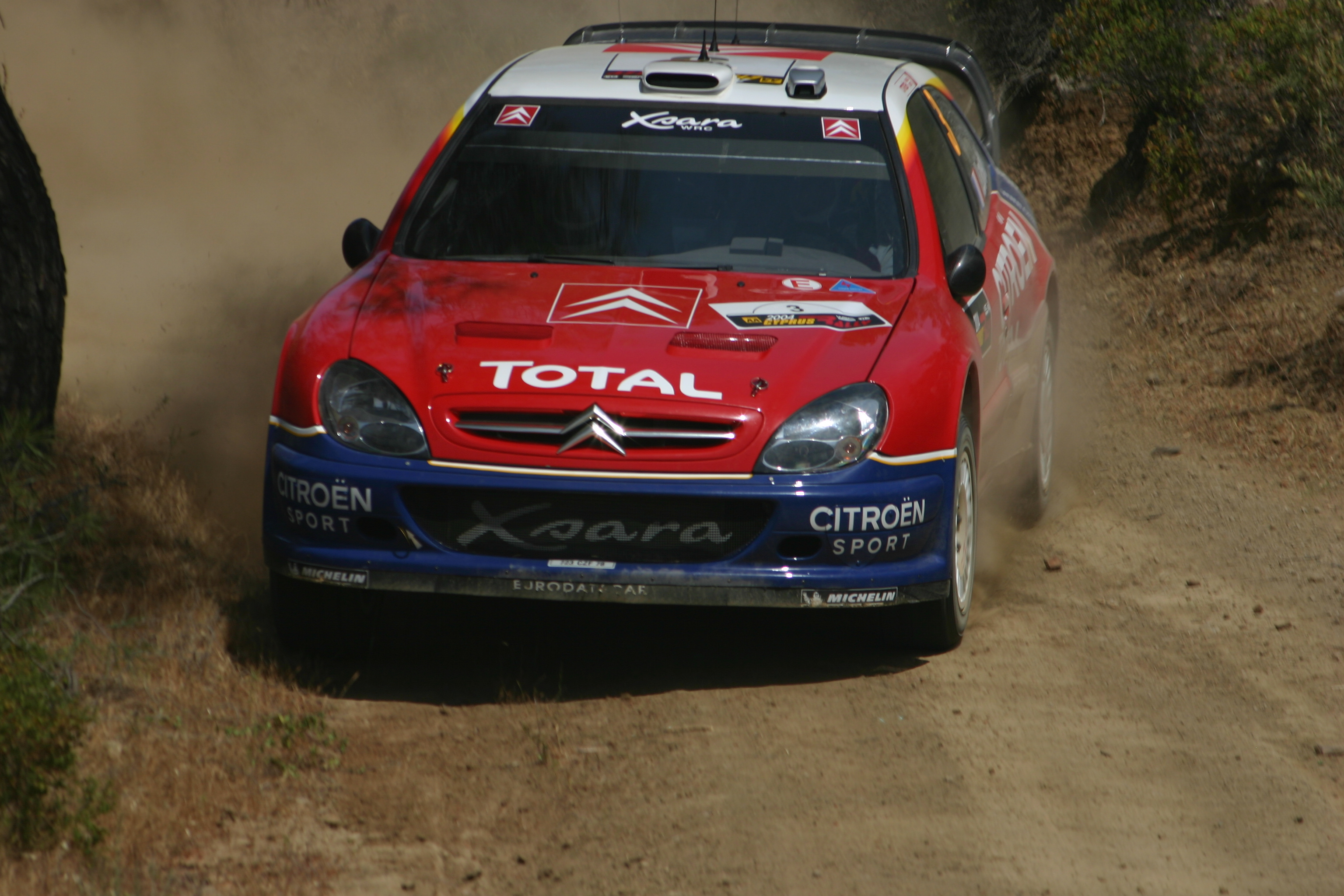
Citroën Xsara WRC.

Además del campeonato francés, el Xsara Kit Car permitió a Citroën conseguir sus dos primeras victorias en el Campeonato Mundial de Rally: el Rally de Cataluña de 1999 y el Tour de Córcega, que aún se mantiene como la última victoria en el Campeonato Mundial para un coche de dos ruedas motrices.
Citroën también ganó el título de constructores del Campeonato Europeo de Rally de 2000 con él, con Bruno Thiry finalizando segundo en el Campeonato Europeo de Rally y ganador de la Fórmula 2 ese mismo año.
El Xsara compitió en el Campeonato Mundial de Rally. Primeramente con la homologación Kit Car y más tarde como World Rally Car. Sébastien Loeb fue campeón de pilotos entre los años 2004 y 2006 corriendo con él, y el equipo Citroën World Rally Team fue campeón de constructores entre 2003 y 2005. Participó en un total de 137 pruebas y logró 32 victorias y 78 podios. Este modelo también participó en certámenes nacionales como Jesús Puras que se proclamó campeón de España de asfalto en 1999 y 2000 con la versión Kit Car y más tarde en 2002 con la versión WRC.